# Liste der Monuments historiques in Uzel (Côtes-d’Armor)
Die Liste der Monuments historiques in Uzel (Côtes-d’Armor) führt die Monuments historiques in der französischen Gemeinde Uzel auf.

## Liste der Bauwerke
| Bezeichnung | Beschreibung | Standort                 | Kennzeichnung | Schutzstatus | Datum | Bild           |
| ----------- | ------------ | ------------------------ | ------------- | ------------ | ----- | -------------- |
| Haus        | Erbaut 1788  | 6, place aux Pots (Lage) | PA22000023    | Inscrit      | 2006  | weitere Bilder |

## Liste der Objekte
- Monuments historiques (Objekte) in Uzel (Côtes-d’Armor) in der Base Palissy des französischen Kultusministeriums